# ラストコンサート
『ラストコンサート』（伊題：Dedicato a una stella、英題：The Last Concert）は、1976年に公開されたイタリア（資本的には日伊合作）の恋愛映画。セリフは英語で、大部分の撮影はモン・サン＝ミシェル、パリなどフランス国内で行われた。
人生に挫折し落ちぶれている作曲家は、ふとした事から一人の少女と出会うが、彼女の体は病魔(白血病)に冒されており後三カ月の命だった。懸命に生き抜こうとする少女と再起に賭ける男、親子ほどの年齢差を越えたふたりの交流を、美しいメロディに乗せて描いたラブ・ストーリー。
地方では『カサンドラ・クロス』との2本立てで公開され、どちらかと言えば“添え物”的扱いだったが、多くの人々により強い印象を与え、今日でも語り草となっている一作である。
1993年の香港映画『つきせぬ想い』（原題：新不了情）は、本作と設定が共通しているが、影響されたかは不明である。

## 出演
| 役名       | 俳優 | 日本語吹替                          | 日本語吹替               |
| 役名       | 俳優 | 日本テレビ版                        | ソフト版                 |
| ---------- | --- | ----------------------------------- | ------------------------ |
| ステラ     | パメラ・ヴィロレージ(伊) | 横沢啓子                            | 上野樹里                 |
| リチャード | リチャード・ジョンソン | 木村幌                              | 菅生隆之                 |
| シモーヌ   | マリア・アントニエッタ(伊) | 京田尚子                            | 谷育子                   |
| ステラの父 | リカルド・クッチョーラ(伊) |                                     |                          |
| その他出演 | フランチェスコ・ダッダ・サルヴァテラ レオナルド・デラ・ジョヴァンナ ルチア・デリア ジョルジョ・ガルジェロ ダニエラ・ラッタイオーリ エマヌエレ・ルスポーリ マウロ・クーリ | 高木早苗 大久保正信 松岡文雄 国坂伸 | 有本欽隆 福田信昭        |
|            | |                                     |                          |
| 演出       | 演出 | 水本完                              | 向山宏志                 |
| 翻訳       | 翻訳 | 古田由紀子                          | 藤澤睦実                 |
| 効果       | 効果 | PAG                                 |                          |
| 調整       | 調整 | 兼子芳博                            |                          |
| 制作       | 制作 | ザック・プロモーション              | グロービジョン           |
| 解説       | 解説 | 水野晴郎                            |                          |
| 初回放送   | 初回放送 | 1979年12月26日 『水曜ロードショー』 | 2004年12月24日 発売のDVD |

## スタッフ
- 監督：ルイジ・コッツィ
- 製作：オビディオ・G・アソニティス、古川勝美
- 脚本：ルイジ・コッツィ、ミケーレ・デレ・アイエ、ダニエレ・デル・ジュディチェ、ソニア・モルテーニ
- 撮影：ロベルト・デットーレ・ピアッツォーリ
- 音楽：ステルヴィオ・チプリアーニ

## 公開時のコピー
- だれかに生きる勇気を与えたとき、天使って涙を流すのですね…
- あなたをだましたのよ、ほら、わたしはこんなに元気よ

## サウンドトラック
- 公開当時、キングレコードからサントラ盤LPとシングルが発売になった（シングルで発売されたメイン・テーマは、オリジナル音源にセリフを加え編集したもの）。1976年11月には、メイン・テーマに日本語の歌詞を付けたアン・ルイスのシングル「ラスト コンサート」も発売された。その後1994年にサウンドトラック・リスナーズ・コミュニケーションズ（SLC）から、2003年にはProject-TからCDが発売されたが、現在はいずれも廃盤。
- 2007年公開の日本映画『Little DJ〜小さな恋の物語』に、主人公が好意を寄せる少女と2人で観に行く映画として『ラストコンサート』が登場。同作品のサウンドトラックCD（アミューズソフトエンタテインメント）にも、『ラストコンサート』のサントラよりメインテーマ、および「ステラに捧げるコンチェルト」の2曲が収録されている。
- 2012年9月21日、富士キネマから、新シリーズKINEMA DE FUJIの第一弾として、以前限定発売されたスペインのQUARTET版に、セリフ入りのメインテーマを加えて全27曲収録としたものが「ラストコンサート オリジナル・サウンドトラック 完全盤」のタイトルで発売された。

## エピソード
- 監督のルイジ・コッツィは『超人ヘラクレス』『スター・クラッシュ』（ヒロインの名が同じステラ）『エイリアンドローム』『デモンズ6　最終戦争』など、SF/ホラー系の作品が多い監督だが、本作では職人としての腕の確かさをみせ、傑作とした。なお現在、本業の手があいている時には、ローマにあるダリオ・アルジェント監督の店“Profondo Rosso”の店番をしているという（『映画秘宝』誌インタビューより）。
- 横田めぐみがお気に入りの映画だったという（めぐみの実母である横田早紀江の著書「めぐみ、お母さんがきっと助けてあげる」（草思社刊）より）。

## DVD
- 『ラストコンサート』、アミューズソフトエンタテインメント、2004年12月24日発売、ASBY-5247

上野樹里らにより新録されたものと、過去にTV放映されたものの、2種類の日本語吹替音声が収録されている。またセル版の映像特典として、上野樹里のアフレコ風景、上野樹里が語るステラの魅力、劇場公開時日本版劇場予告編が収録されている（レンタル版の映像特典は予告編のみ）。

## 書籍
- 単行本（原作　ソニア・モルテーニ、訳　秋浜みどり）『ラストコンサート』　講談社、1976年12月8日発売、0097-129509-2253(0)
- 文庫本（原作　ソニア・モルテーニ、訳　秋浜みどり）『ラストコンサート』　ヘラルド出版、1981年1月5日発売、0197-803175-7636
- フィルムライブラリー『ラストコンサート』　ヘラルド出版、1979年12月28日発売、0072-791154-7636
- 文庫本（編著　清水節）『ラストコンサート』　竹書房、2004年12月23日発売、ISBN 4-8124-1929-8　後日談とサブストーリーを挿入した新版